# Lépinas
Lépinas est une commune française située dans le département de la Creuse, en région Nouvelle-Aquitaine.

## Géographie

### Généralités

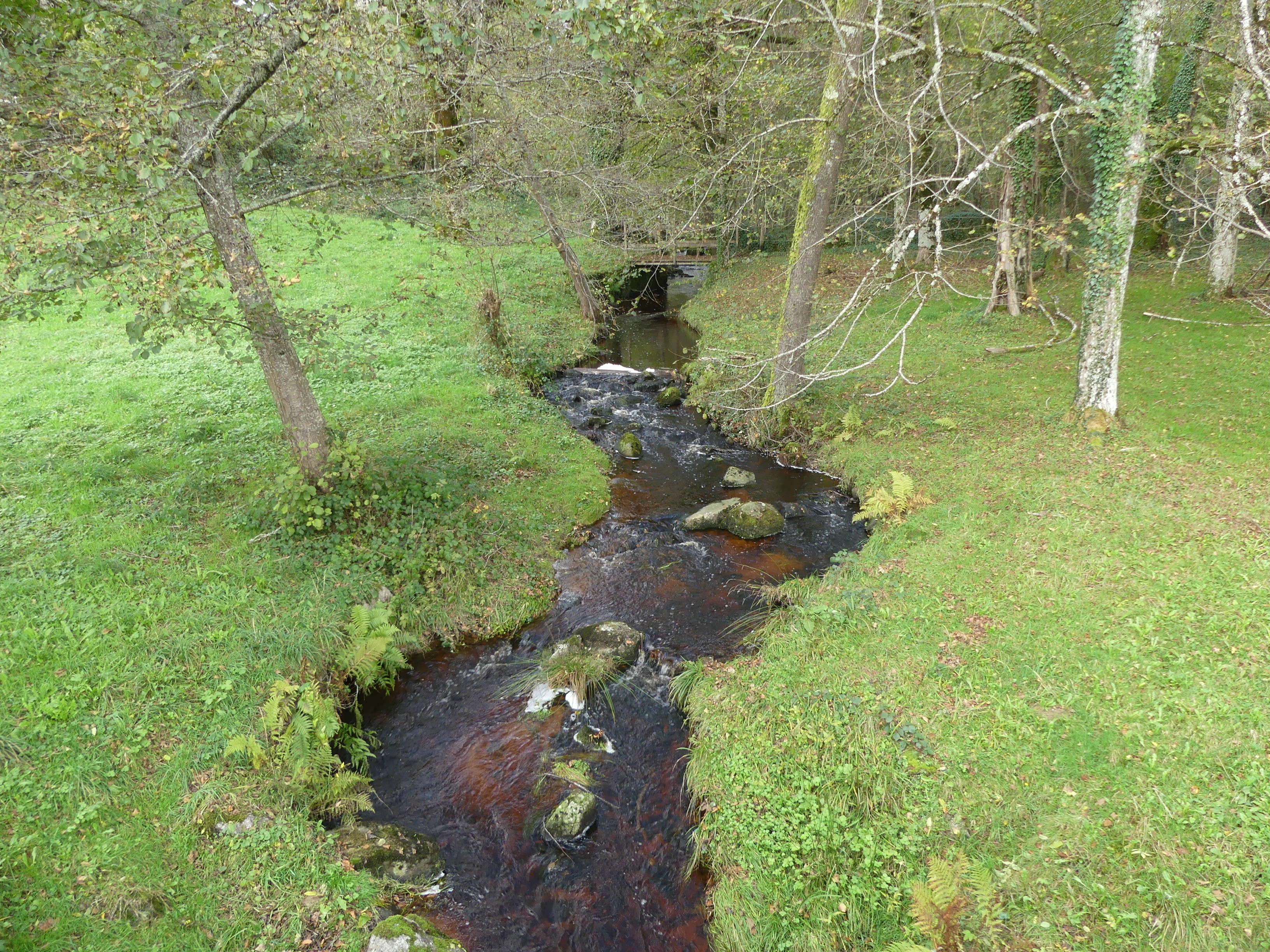
La Gartempe au pont de la RD 3.

Dans le centre du département de la Creuse, la commune rurale de Lépinas fait partie de l'aire d'attraction de Guéret et s'étend sur 14,80 km2. Elle est arrosée par la Gartempe — qui prend sa source à environ un kilomètre au nord-ouest de la limite communale, à Pétillat dans la commune de Peyrabout — et par son affluent le Rieucourant, ainsi que par le Coquechy, un affluent du Taurion.
L'altitude minimale avec 515 mètres se trouve localisée à l'extrême sud, là où le Coquechy se jette dans l'étang de la Chapelle, sur le territoire communal de La Chapelle-Saint-Martial. L'altitude maximale avec 681 mètres est située dans le nord-ouest, dans le bois de Montbas.
Traversé par la route départementale (RD) 50, le petit bourg de Lépinas est situé, en distances orthodromiques, 12 kilomètres au sud-sud-est de Guéret et 19 kilomètres au nord-est de Bourganeuf.
La commune est également desservie par les RD 3, 17, 60 et 60A1.

### Communes limitrophes
Lépinas est limitrophe de six autres communes. Au sud-est, son territoire est distant de moins de 250 mètres de celui de Saint-Georges-la-Pouge.
|              | Peyrabout                 | Saint-Yrieix-les-Bois |
| Maisonnisses | Lépinas                   | Sous-Parsat           |
|              | La Chapelle-Saint-Martial | Le Donzeil            |

### Climat
Pour des articles plus généraux, voir Climat de la Nouvelle-Aquitaine et Climat de la Creuse.
Historiquement, la commune est exposée à un climat montagnard.  
En 2020, Météo-France publie une typologie des climats de la France métropolitaine dans laquelle la commune est exposée à un climat de montagne et est dans la région climatique  Ouest et nord-ouest du Massif Central, caractérisée par une pluviométrie annuelle de 900 à 1 500 mm, maximale en automne et en hiver.
Pour la période 1971-2000, la température annuelle moyenne est de 9,4 °C, avec  une amplitude thermique annuelle de 14,9 °C. Le cumul annuel moyen de précipitations est de 1 183 mm, avec 13,4 jours de précipitations en janvier et 8,4 jours en juillet. Pour la période 1991-2020, la température moyenne annuelle observée sur la station météorologique la plus proche, située sur la commune de Pontarion à 10,69 km à vol d'oiseau, est de 10,5 °C et le cumul annuel moyen de précipitations est de 1 155,8 mm,. Pour l'avenir, les paramètres climatiques de la commune estimés pour 2050 selon différents scénarios d’émission de gaz à effet de serre sont consultables sur un site dédié publié par Météo-France en novembre 2022.

### Milieux naturels et biodiversité

#### Espaces protégés
La protection réglementaire est le mode d’intervention le plus fort pour préserver des espaces naturels remarquables et leur biodiversité associée.
Quatre aires protégées concernent le territoire communal.

#### Réseau Natura 2000

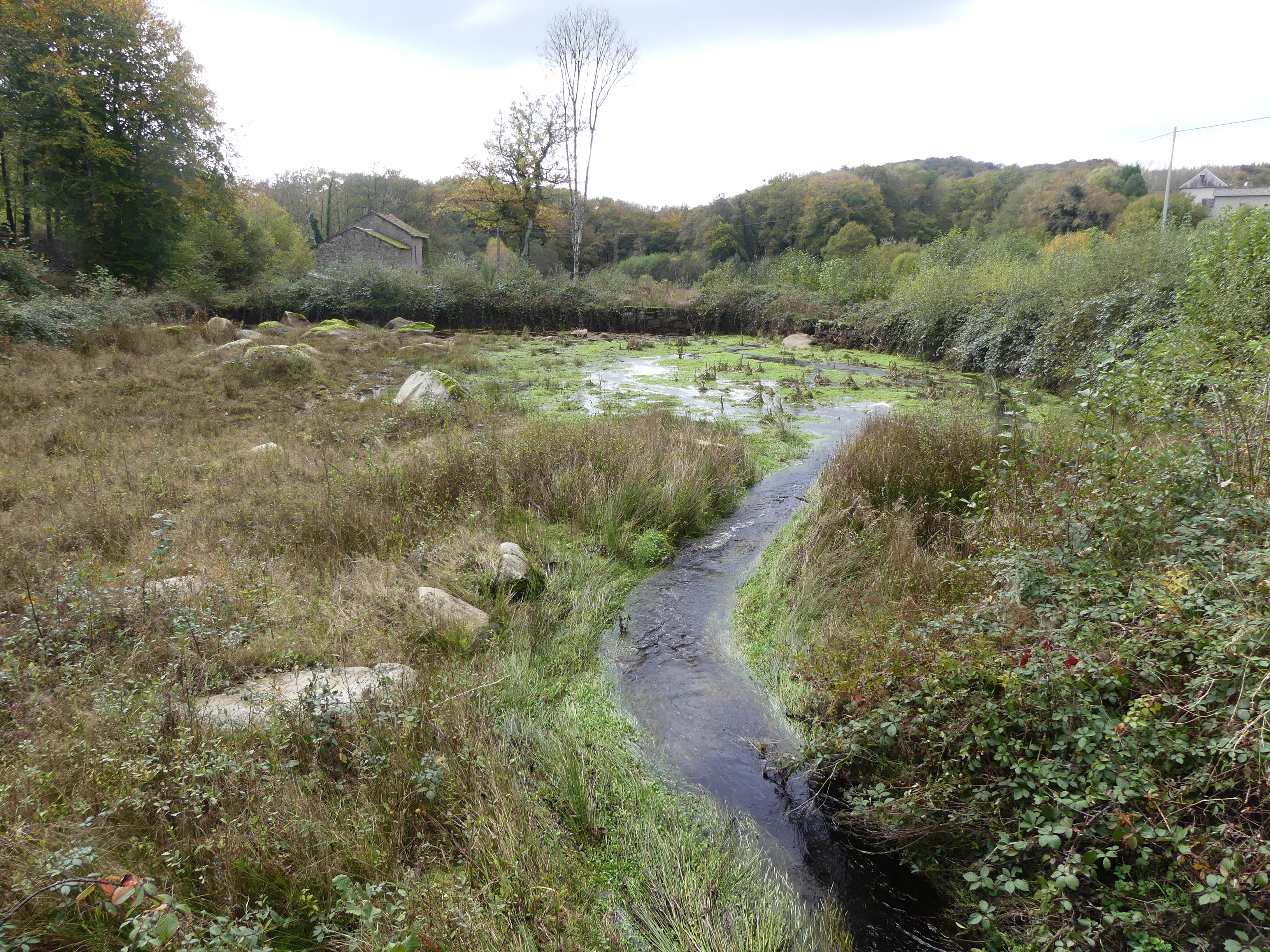
La Gartempe au pont de la RD 60A1.

Le réseau Natura 2000 est un réseau écologique européen de sites naturels d'intérêt écologique élaboré à partir des directives habitats et oiseaux, constitué de zones spéciales de conservation (ZSC) et de zones de protection spéciale (ZPS).
Un site Natura 2000 a été défini sur la commune : la « vallée de la Gartempe sur l'ensemble de son cours et affluents » qui, sur 3 560 hectares, concerne cinquante communes de la Creuse et de la Haute-Vienne.

#### Zones naturelles d'intérêt écologique, faunistique et floristique

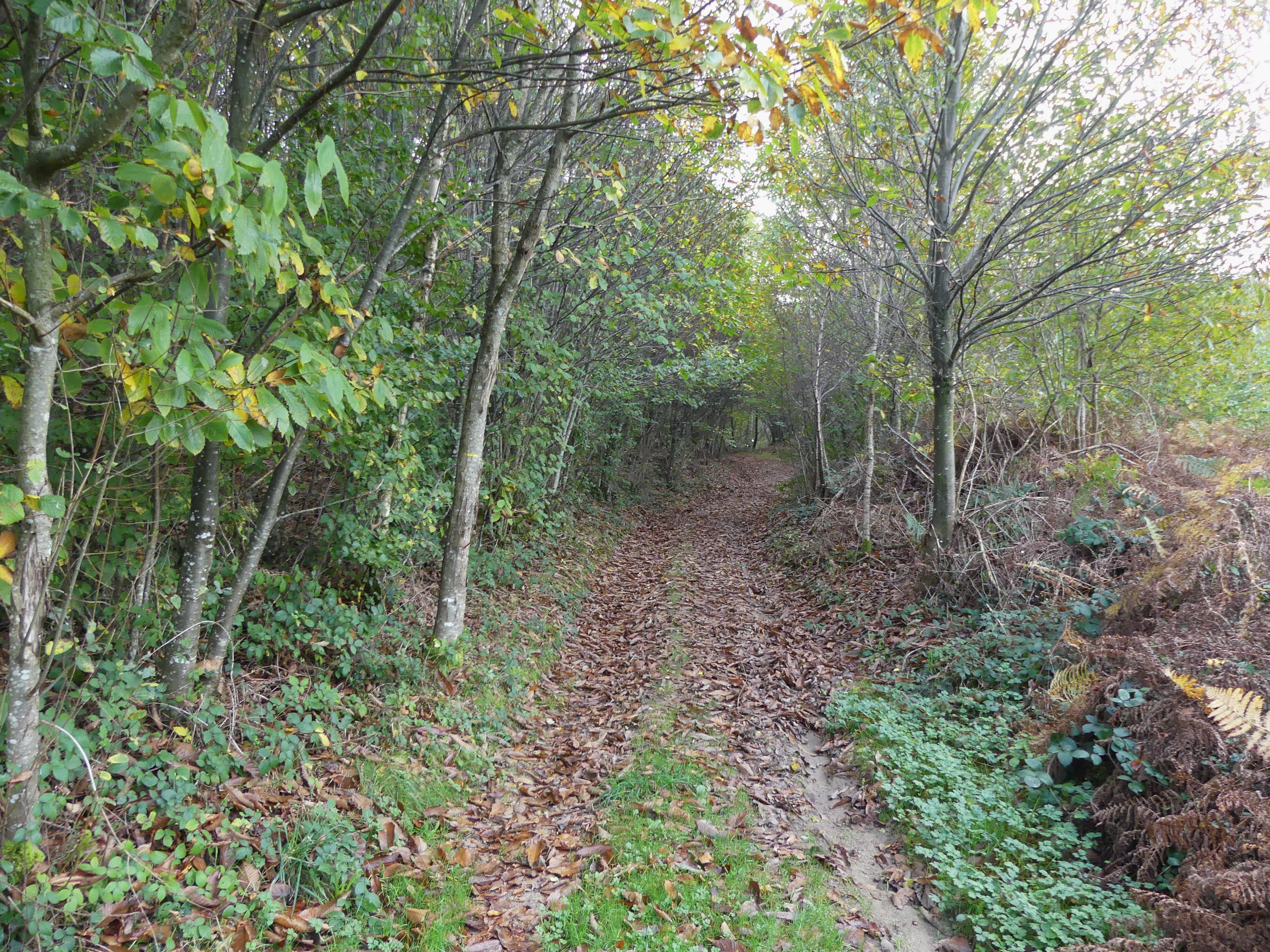
Dans le bois de Lavaud, chemin forestier dans la ZNIEFF « hêtraies et prairies du puy de Tarissa ».

L'inventaire des zones naturelles d'intérêt écologique, faunistique et floristique (ZNIEFF) a pour objectif de réaliser une couverture des zones les plus intéressantes sur le plan écologique, essentiellement dans la perspective d’améliorer la connaissance du patrimoine naturel national et de fournir aux différents décideurs un outil d’aide à la prise en compte de l’environnement dans l’aménagement du territoire.
En 2024, trois ZNIEFF sont recensées sur la commune d’après l'INPN.
Le site « vallée de la Gartempe sur l'ensemble de son cours » est une ZNIEFF de type 2 qui, sur 3 978 hectares, concerne les mêmes cinquante communes de la zone Natura 2000.
D'après l'INPN, deux ZNIEFF de type 1 concernent également Lépinas :
- les « hêtraies et prairies du puy de Tarissa »[15], partagée avec les communes de La Chapelle-Saint-Martial et Maisonnisses ;
- l'« étang de La Chapelle-Saint-Martial »[16] dont les rives nord sont sur la commune de Lépinas.

## Urbanisme

### Typologie
Au 1er janvier 2024, Lépinas est catégorisée commune rurale à habitat très dispersé, selon la nouvelle grille communale de densité à 7 niveaux définie par l'Insee en 2022.
Elle est située hors unité urbaine. Par ailleurs la commune fait partie de l'aire d'attraction de Guéret, dont elle est une commune de la couronne,. Cette aire, qui regroupe 72 communes, est catégorisée dans les aires de moins de 50 000 habitants,.

### Occupation des sols
L'occupation des sols de la commune, telle qu'elle ressort de la base de données européenne d’occupation biophysique des sols Corine Land Cover (CLC), est marquée par l'importance des forêts et milieux semi-naturels (66,4 % en 2018), une proportion sensiblement équivalente à celle de 1990 (66,7 %). La répartition détaillée en 2018 est la suivante : 
forêts (64,5 %), zones agricoles hétérogènes (18,1 %), prairies (15,2 %), milieux à végétation arbustive et/ou herbacée (2 %), eaux continentales (0,2 %). L'évolution de l’occupation des sols de la commune et de ses infrastructures peut être observée sur les différentes représentations cartographiques du territoire : la carte de Cassini (XVIIIe siècle), la carte d'état-major (1820-1866) et les cartes ou photos aériennes de l'IGN pour la période actuelle (1950 à aujourd'hui).

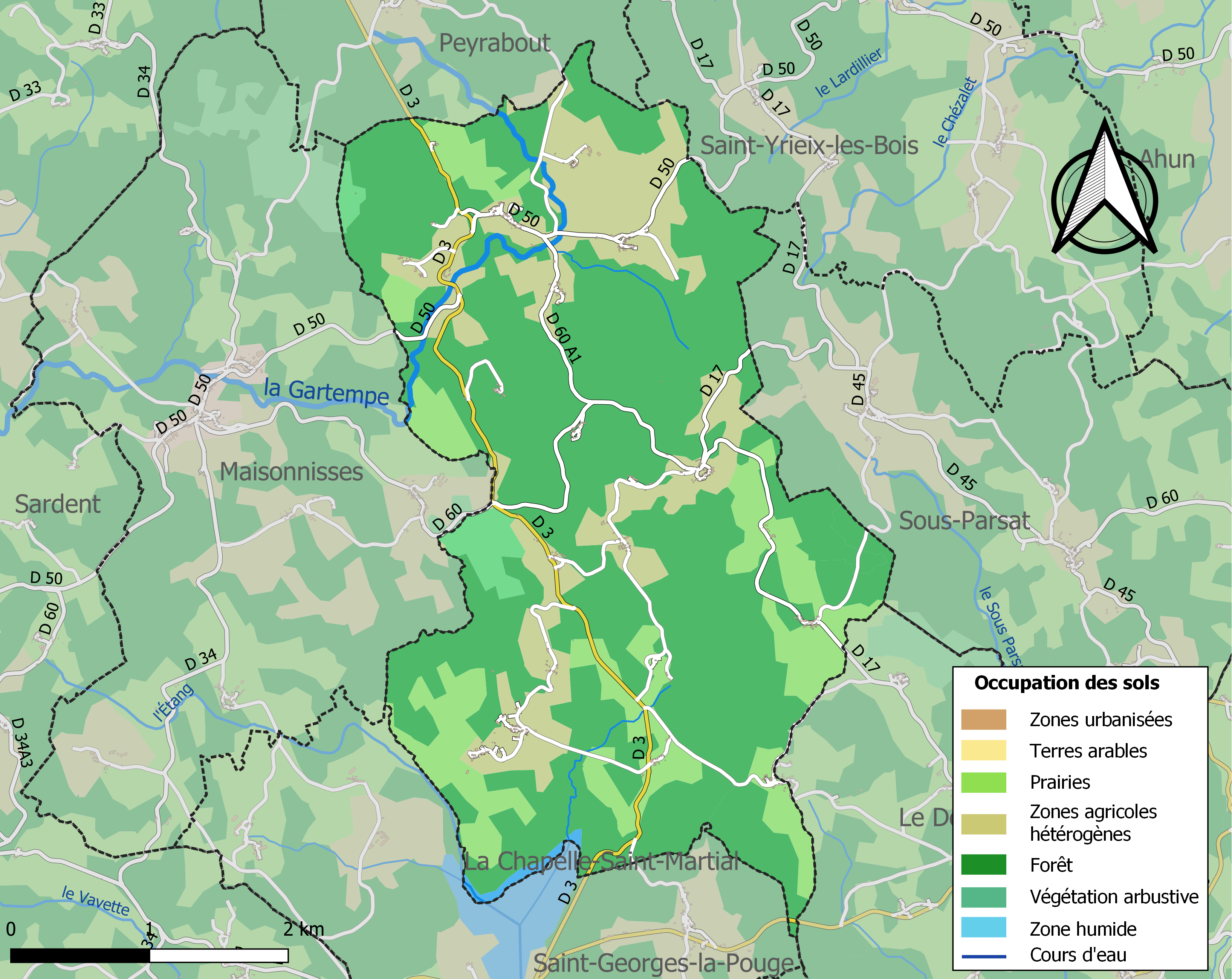
Carte des infrastructures et de l'occupation des sols de la commune en 2018 (CLC).

### Villages, hameaux et lieux-dits
Outre le bourg de Lépinas proprement dit, le territoire communal se compose de villages ou de hameaux, ainsi que de lieux-dits :
- les Baudes
- Bois de Lavaud
- Bois de Montbas
- Bois de Montégudet
- Bois de Sous-Parsat
- les Bruges
- Cantegrelle
- le Cérier
- le Château
- Cherlecunlong
- Chez Pater
- la Conche
- le Coux
- Drouillette
- les Grandes Raies
- Lavaud
- le Masmartin
- le Maspommier
- Montbas
- Montbas[Note 4]
- Montégudet
- Moulin de Coutant
- Moulin de Stiergne
- la Porte
- les Pradelles
- Rissat
- la Roche Puy Charbonnier
- Stiergne
- la Terrade
- le Theil.

### Risques majeurs
Le territoire de la commune de Lépinas est vulnérable à différents aléas naturels : météorologiques (tempête, orage, neige, grand froid, canicule ou sécheresse) et séisme (sismicité faible). Il est également exposé à un risque particulier : le risque de radon. Un site publié par le BRGM permet d'évaluer simplement et rapidement les risques d'un bien localisé soit par son adresse soit par le numéro de sa parcelle.

#### Risques naturels

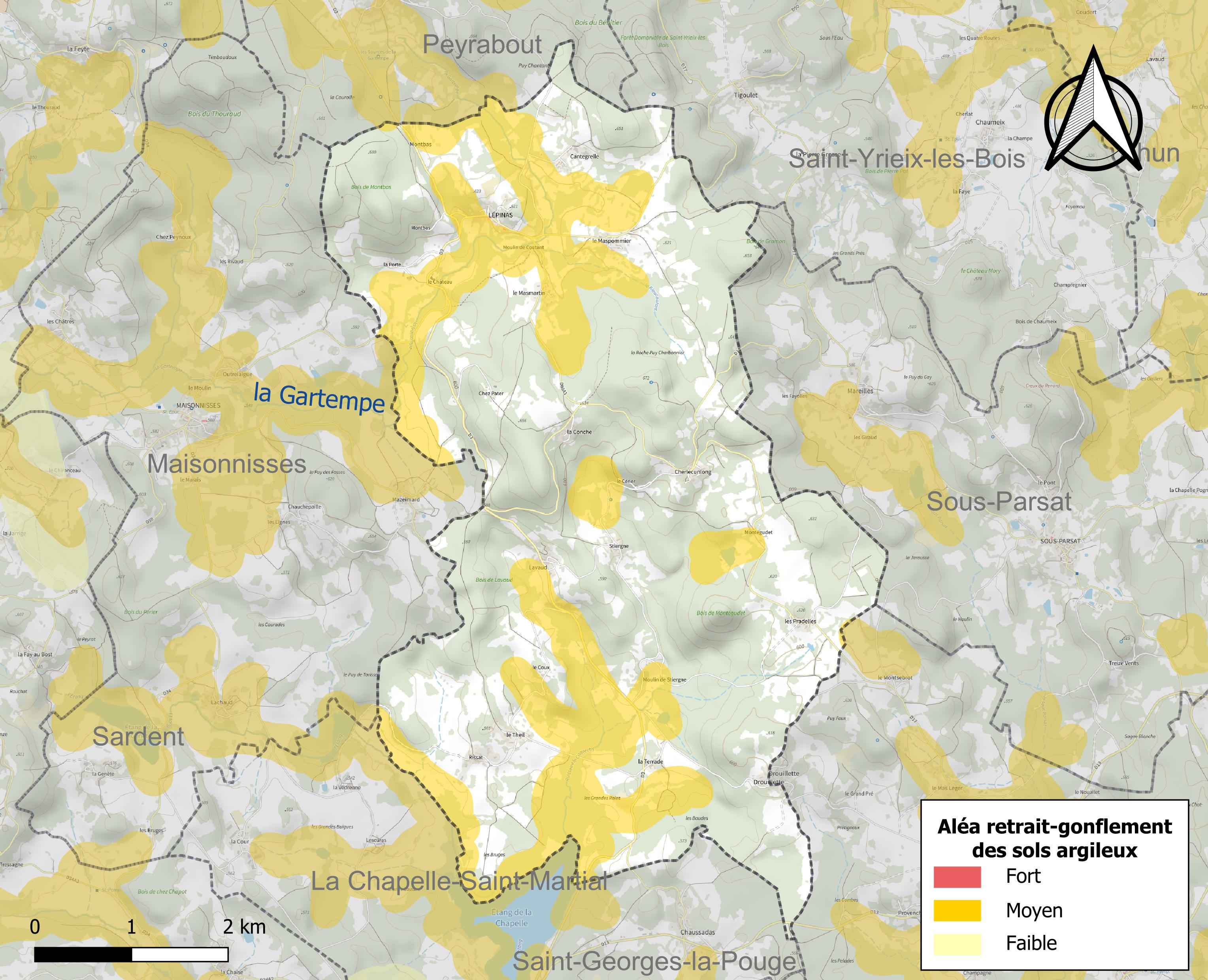
Carte des zones d'aléa retrait-gonflement des sols argileux de Lépinas.

Le retrait-gonflement des sols argileux est susceptible d'engendrer des dommages importants aux bâtiments en cas d’alternance de périodes de sécheresse et de pluie. 26,8 % de la superficie communale est en aléa moyen ou fort (33,6 % au niveau départemental et 48,5 % au niveau national). Sur les 189 bâtiments dénombrés sur la commune en 2019,  30 sont en aléa moyen ou fort, soit 16 %, à comparer aux 25 % au niveau départemental et 54 % au niveau national. Une cartographie de l'exposition du territoire national au retrait gonflement des sols argileux est disponible sur le site du BRGM,.
Par ailleurs, afin de mieux appréhender le risque d’affaissement de terrain, l'inventaire national des cavités souterraines permet de localiser celles situées sur la commune.
La commune a été reconnue en état de catastrophe naturelle au titre des dommages causés par les inondations et coulées de boue survenues en 1982 et 1999. Concernant les mouvements de terrains, la commune a été reconnue en état de catastrophe naturelle au titre des dommages causés par des mouvements de terrain en 1999.

#### Risque particulier
Dans plusieurs parties du territoire national, le radon, accumulé dans certains logements ou autres locaux, peut constituer une source significative d’exposition de la population aux rayonnements ionisants. Certaines communes du département sont concernées par le risque radon à un niveau plus ou moins élevé. Selon la classification de 2018, la commune de Lépinas est classée en zone 3, à savoir zone à potentiel radon significatif.

#### Transports en commun
- Réseau TransCreuse

## Toponymie
En occitan, la commune porte le nom de L'Espinaç.

## Histoire

### Les Hospitaliers
Lépinas fut une paroisse des Hospitaliers de l'ordre de Saint-Jean de Jérusalem dépendante de la commanderie de Maisonnisses et du grand prieuré d'Auvergne. Le commandeur de Maisonnisses y était seigneur et dîmier général avec droit de mainmorte.

### Histoire moderne
La commune de Lépinas, appelée initialement « Lepinard », a été créée à la Révolution française.
Durant la Seconde Guerre mondiale, Lépinas fut un centre important de Résistance. Trois points principaux de ralliement virent le jour entre 1942 et 1944.
L'école de Lavaud, dont l'institutrice Suzanne Boiron fut très tôt acquise aux idées de la Résistance, servit de point de passage et de refuge à de nombreux proscrits de toutes obédiences. C'est ainsi que de nombreux réfractaires du Service du travail obligatoire (STO) se retrouvèrent dans cette école, avant d'être dirigés vers des caches de la région. Albert Fossey, dit « François », futur chef départemental des Forces françaises de l'intérieur (FFI) de la Creuse, fréquentait régulièrement le lieu au temps de l'organisation des maquis. Eugène France, dirigeant de la résistance communiste, y passa sa première nuit de clandestin.
Le village de Rissat abrita dès 1942 un groupe de résistance d'obédience communiste sous la responsabilité d'un ancien des Brigades internationales : Adolf Low, un juif allemand.
Le village du Coux devint le point de ralliement de nombreux réfractaires du STO. En avril 1943, le commandant Fossey décida de regrouper les volontaires du secteur en ce lieu, qui devint son poste de commandement, et où s'installa son état-major. De nombreuses opérations partirent de ce lieu. Repéré, le groupe du Coux dut se replier le 31 mai 1944 vers Bellesauve, dans la commune de Janaillat.
Dans ce secteur boisé, isolé — où l'on ne va guère par hasard — ces groupes très divers, malgré leurs différences, vécurent en bonne intelligence, s'entraidant, se rendant visite. À ce titre, on peut considérer ce petit morceau de Creuse comme un creuset de la Résistance départementale.

## Politique et administration

### Liste des maires

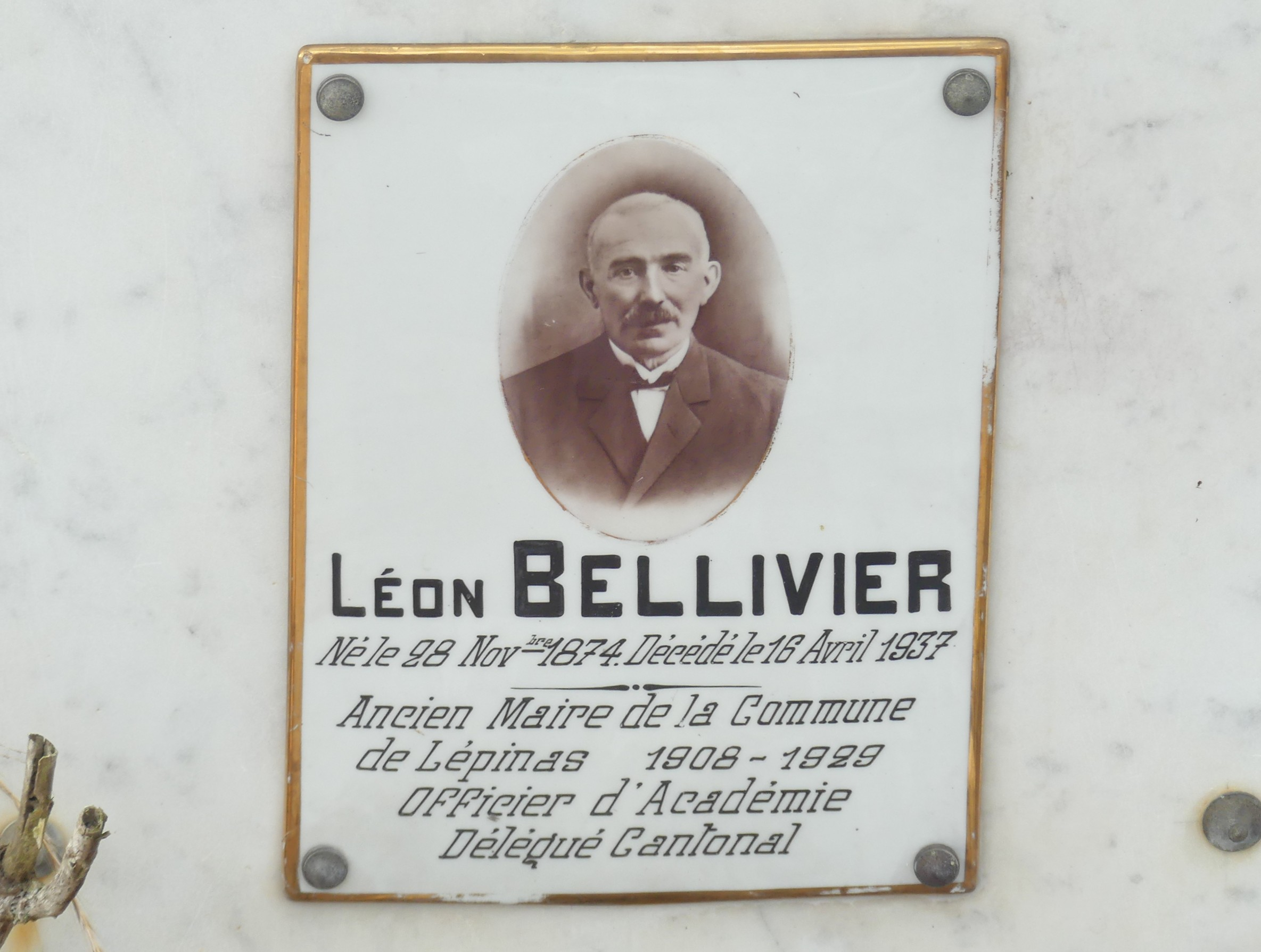
Plaque mortuaire de Léon Bellivier, maire de 1808 à 1829.

| Période                                  | Période   | Identité                 | Étiquette | Qualité       |
| ---------------------------------------- | --------- | ------------------------ | --------- | ------------- |
| Les données manquantes sont à compléter. |           |                          |           |               |
|                                          |           |                          |           |               |
| 1808                                     | 1829      | Léon Bellivier           |           |               |
|                                          |           |                          |           |               |
| mars 2001                                | mars 2014 | Élisabeth Bouchy-Pommier |           |               |
| mars 2014                                | En cours  | Régis Parayre            | SE        | Fonctionnaire |

## Équipements et services publics

### Justice
En 2024, dans le domaine judiciaire, Lépinas relève : 
- du tribunal judiciaire, du tribunal pour enfants, du conseil de prud'hommes et du tribunal de commerce de Guéret ;
- du pôle Nationalité du tribunal judiciaire de Guéret (compétent uniquement dans le domaine de la nationalité) ;
- de la cour d'appel et du tribunal administratif de Limoges ;
- de la cour administrative d'appel de Bordeaux.

## Démographie
L'évolution du nombre d'habitants est connue à travers les recensements de la population effectués dans la commune depuis 1793. Pour les communes de moins de 10 000 habitants, une enquête de recensement portant sur toute la population est réalisée tous les cinq ans, les populations de référence des années intermédiaires étant quant à elles estimées par interpolation ou extrapolation. Pour la commune, le premier recensement exhaustif entrant dans le cadre du nouveau dispositif a été réalisé en 2008.

En 2022, la commune comptait 136 habitants, en évolution de −6,85 % par rapport à 2016 (Creuse : −3,32 %, France hors Mayotte : +2,11 %).
| 1793 | 1800 | 1806 | 1821 | 1831 | 1836 | 1841 | 1846 | 1851 |
| ---- | ---- | ---- | ---- | ---- | ---- | ---- | ---- | ---- |
| 769  | 757  | 808  | 788  | 891  | 844  | 915  | 988  | 958  |

| 1856 | 1861 | 1866 | 1872 | 1876 | 1881 | 1886 | 1891 | 1896 |
| ---- | ---- | ---- | ---- | ---- | ---- | ---- | ---- | ---- |
| 920  | 834  | 874  | 798  | 815  | 876  | 810  | 791  | 758  |

| 1901 | 1906 | 1911 | 1921 | 1926 | 1931 | 1936 | 1946 | 1954 |
| ---- | ---- | ---- | ---- | ---- | ---- | ---- | ---- | ---- |
| 759  | 738  | 682  | 595  | 550  | 561  | 577  | 426  | 384  |

| 1962 | 1968 | 1975 | 1982 | 1990 | 1999 | 2006 | 2008 | 2013 |
| ---- | ---- | ---- | ---- | ---- | ---- | ---- | ---- | ---- |
| 343  | 306  | 269  | 231  | 225  | 191  | 179  | 175  | 157  |

| 2018 | 2022 | - | - | - | - | - | - | - |
| ---- | ---- | - | - | - | - | - | - | - |
| 131  | 136  | - | - | - | - | - | - | - |

## Culture locale et patrimoine

### Lieux et monuments
L'église Saint-Pierre-et-Saint-Paul de Lépinas dans le centre du bourg, remaniée au XIVe siècle, attire en été des artistes locaux qui exposent leurs réalisations[réf. nécessaire].
- Le château de Lépinas.

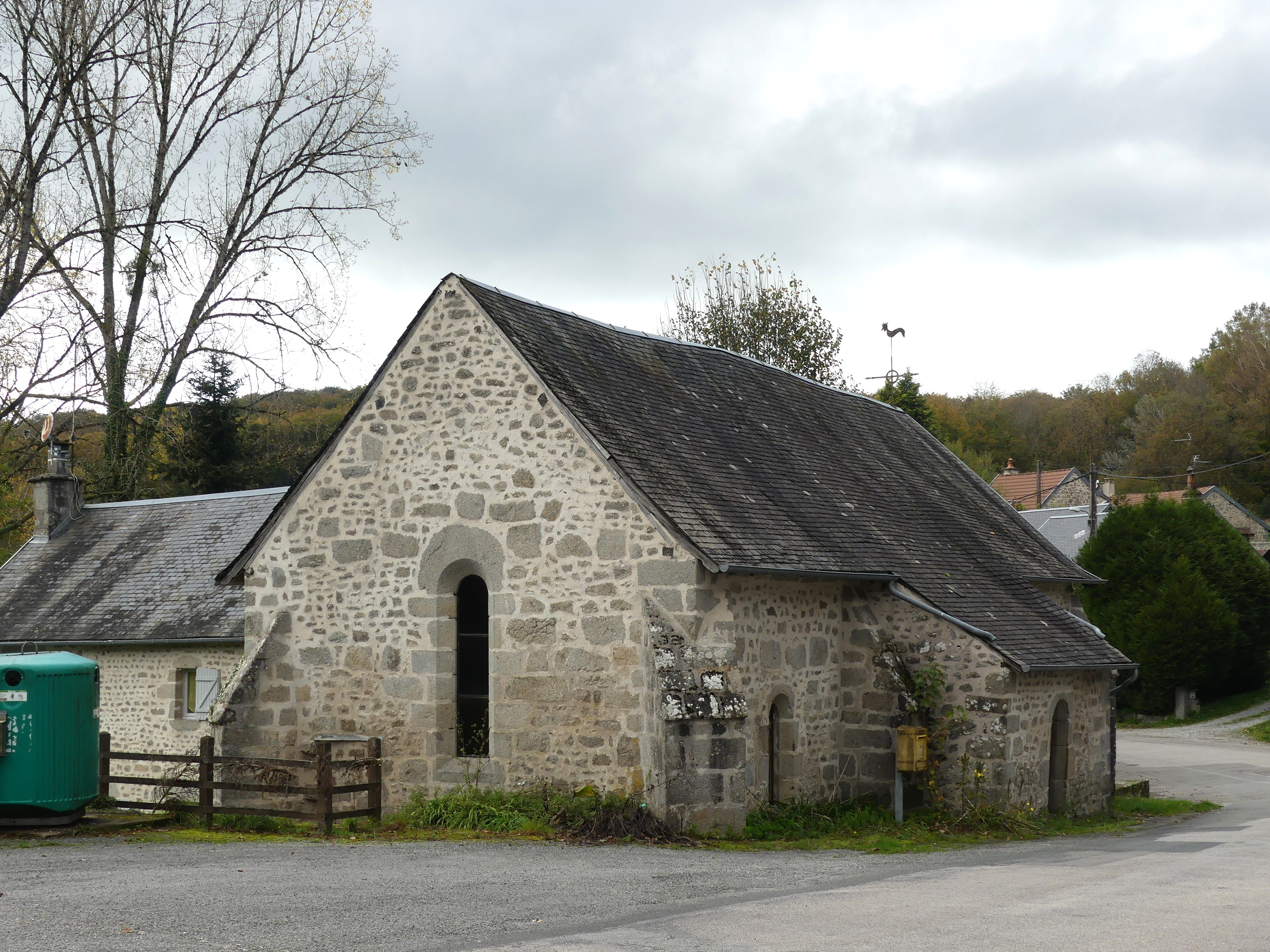
L(église Saint-Pierre-et-Saint-Paul.
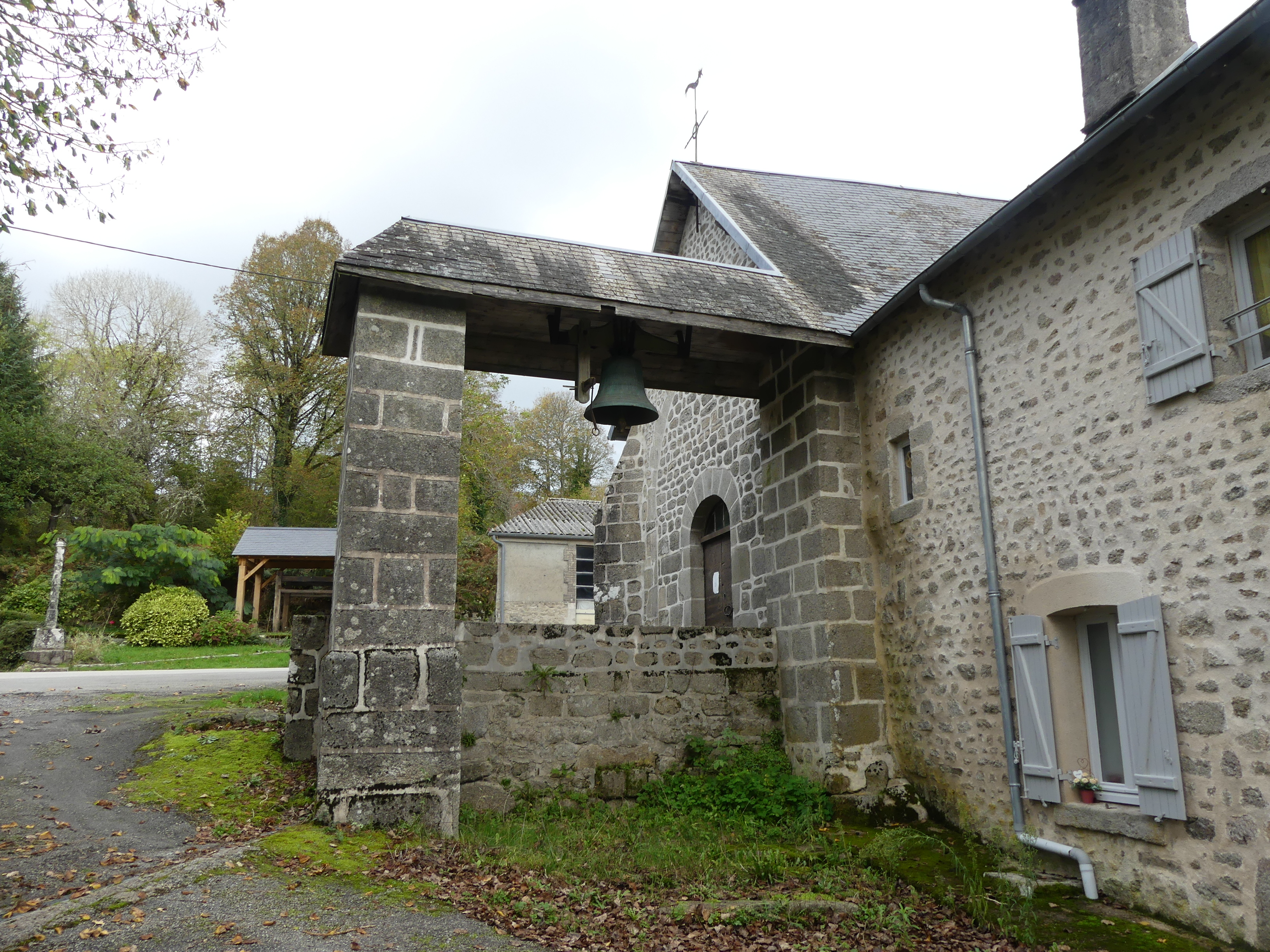
Sa cloche externe.
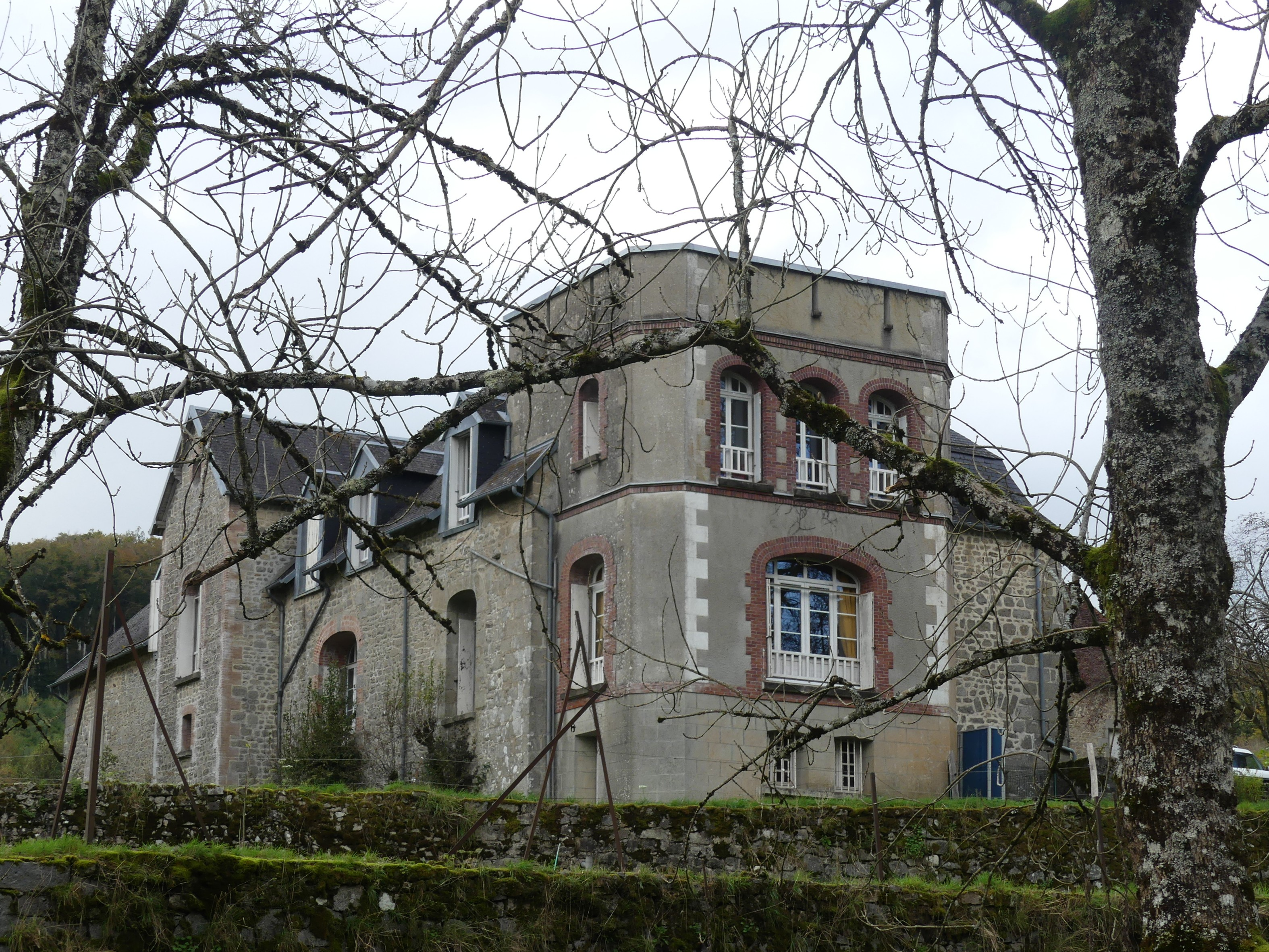
Le château.
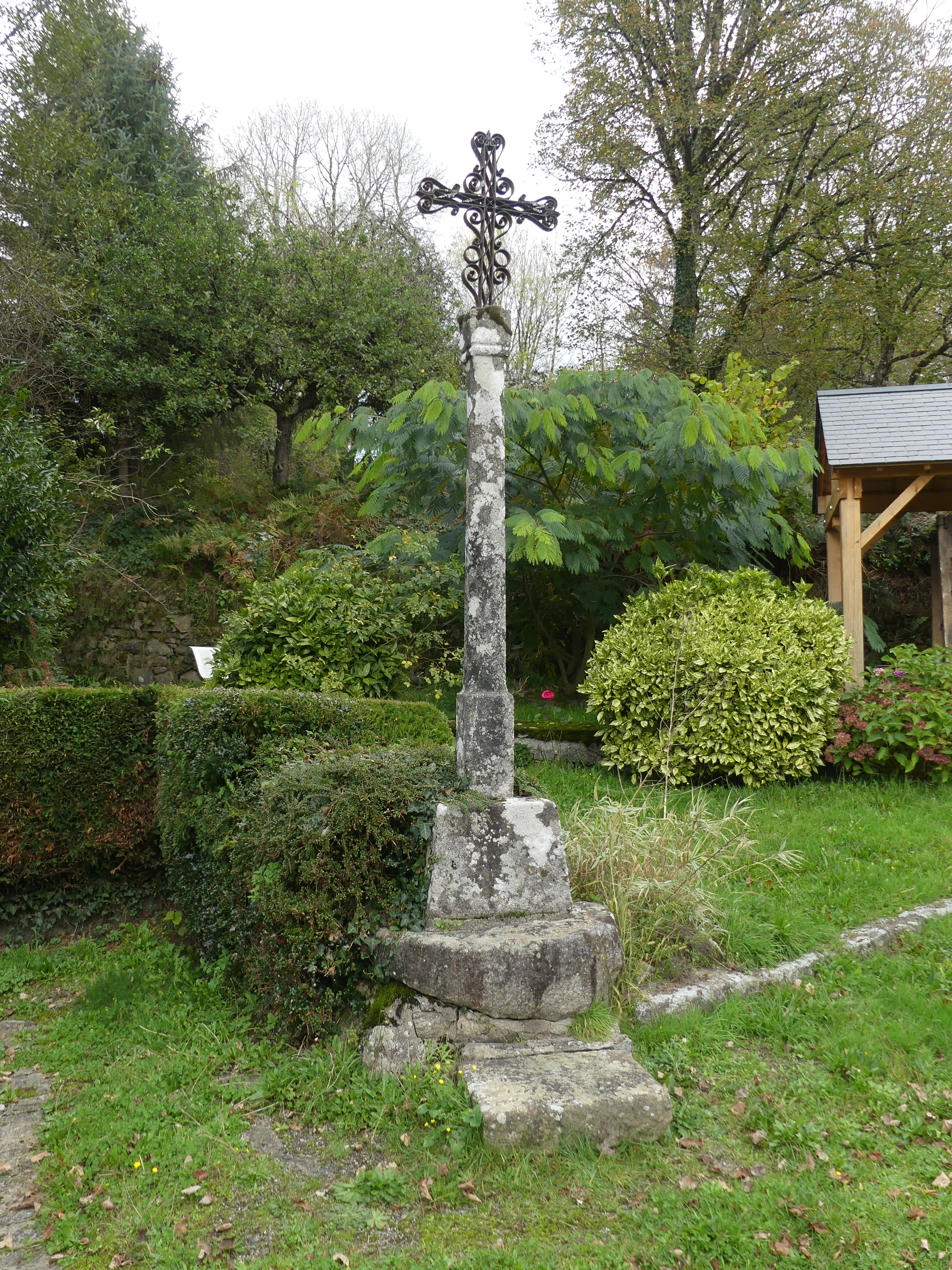
La croix du bourg.
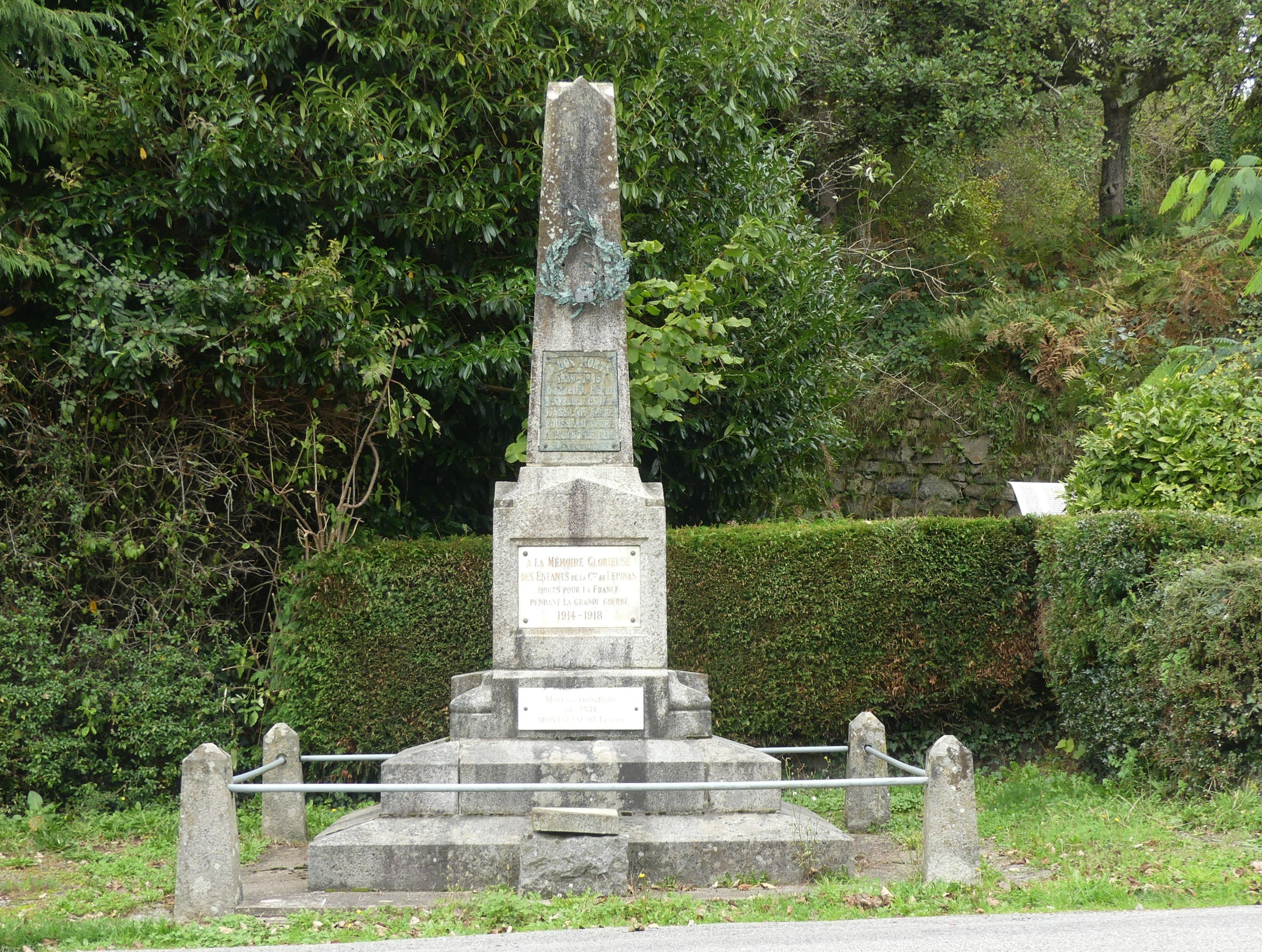
Le monument aux morts.
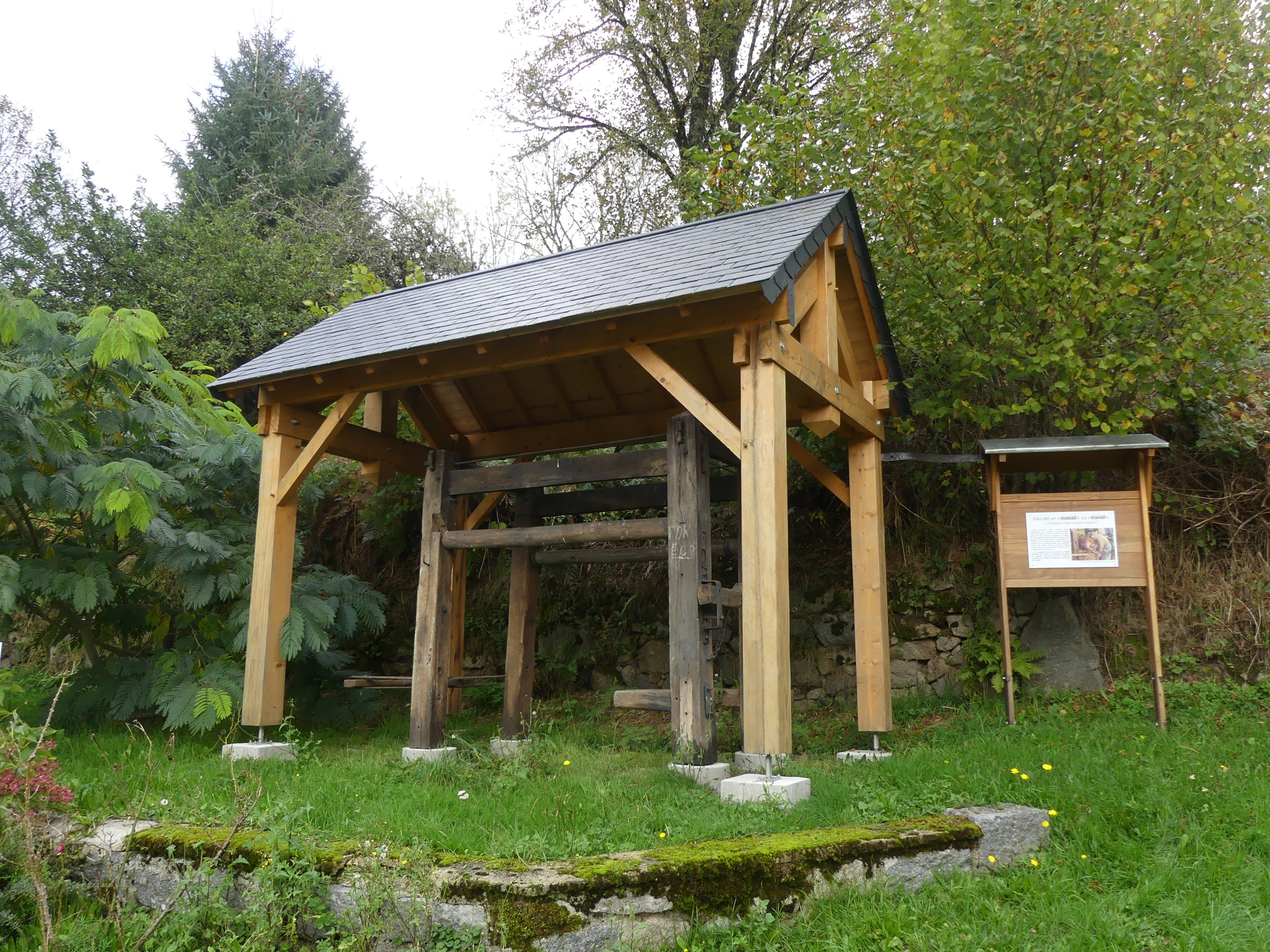
Travail à ferrer dans le bourg.

Un tumulus est signalé sur la commune[réf. nécessaire].